# São Martinho de Anta
São Martinho de Anta é uma vila portuguesa que foi sede da extinta freguesia de São Martinho de Anta do município de Sabrosa, freguesia que tinha 15,95 km² de área e 910 habitantes (2011), tendo, assim, uma densidade populacional de 57,1 hab/km².
A freguesia foi extinta (agregada) pela reorganização administrativa de 2012/2013, sendo o seu território integrado na União de Freguesias de São Martinho de Anta e Paradela de Guiães.
A povoação de São Martinho de Anta foi elevada à categoria de vila em 1 de Novembro de 1999, por lei publicada em 30 de Junho de 1999.
São Martinho de Anta é o local de nascimento do escritor e médico Miguel Torga, que batizou Trás-os-Montes como o Reino Maravilhoso.

## População
| Número de habitantes | Número de habitantes | Número de habitantes | Número de habitantes | Número de habitantes | Número de habitantes | Número de habitantes | Número de habitantes | Número de habitantes | Número de habitantes | Número de habitantes | Número de habitantes | Número de habitantes | Número de habitantes | Número de habitantes |
| -------------------- | -------------------- | -------------------- | -------------------- | -------------------- | -------------------- | -------------------- | -------------------- | -------------------- | -------------------- | -------------------- | -------------------- | -------------------- | -------------------- | -------------------- |
| 1864                 | 1878                 | 1890                 | 1900                 | 1911                 | 1920                 | 1930                 | 1940                 | 1950                 | 1960                 | 1970                 | 1981                 | 1991                 | 2001                 | 2011                 |
| 1.352                | 1.356                | 1.447                | 1.714                | 1.341                | 1.257                | 1.396                | 1.359                | 1.519                | 1.242                | 903                  | 1.001                | 847                  | 870                  | 910                  |

(Obs.: Número de habitantes "residentes", ou seja, que tinham a residência oficial neste concelho à data em que os censos  se realizaram.)
| Distribuição da População por Grupos Etários em 2001 e 2011 | Distribuição da População por Grupos Etários em 2001 e 2011 | Distribuição da População por Grupos Etários em 2001 e 2011 | Distribuição da População por Grupos Etários em 2001 e 2011 | Distribuição da População por Grupos Etários em 2001 e 2011 | Distribuição da População por Grupos Etários em 2001 e 2011 | Distribuição da População por Grupos Etários em 2001 e 2011 | Distribuição da População por Grupos Etários em 2001 e 2011 | Distribuição da População por Grupos Etários em 2001 e 2011 | Distribuição da População por Grupos Etários em 2001 e 2011 |
| ----------------------------------------------------------- | ----------------------------------------------------------- | ----------------------------------------------------------- | ----------------------------------------------------------- | ----------------------------------------------------------- | ----------------------------------------------------------- | ----------------------------------------------------------- | ----------------------------------------------------------- | ----------------------------------------------------------- | ----------------------------------------------------------- |
| Idade                                                       | 0-14                                                        | 15-24                                                       | 25-64                                                       | > 65                                                        |                                                             | 0-14                                                        | 15-24                                                       | 25-64                                                       | > 65                                                        |
| 2001                                                        | 124                                                         | 120                                                         | 412                                                         | 214                                                         |                                                             | 14,3%                                                       | 13,8%                                                       | 47,4%                                                       | 24,6%                                                       |
| 2011                                                        | 125                                                         | 83                                                          | 430                                                         | 272                                                         |                                                             | 13,7%                                                       | 9,1%                                                        | 47,3%                                                       | 29,9%                                                       |

## Património

### Mamoa das Madorras
Esta mamoa encontra-se à beira da estrada entre Arcã, Garganta e Vilar de celas, aldeias da freguesia de S. Lourenço. Foi escavada há cerca de vinte anos estando pouco preservada. Ainda assim, merece uma visita e o local proporciona uma bonita panorâmica para as serras do Alvão e do Marão.

### Capela de Nossa Senhora da Azinheira
Situada no alto da serra da Azinheira, com uma das mais belas vistas do concelho de Sabrosa, foi erigida no século XVII em estilo barroco.
Assinala este local uma aparição de Nossa Senhora a um pastor.
Possui um altar mor muito bonito em talha dourada e dois altares laterais também em talha. O tecto é completamente preenchido com uma magnifica pintura dedicada à Assunção.
A festa à padroeira da freguesia ocorre nos dias 13 (corrida de cavalos e burros e arraial), 14 (procissão de velas e torneios desportivos),15 (procissão e arraial),16 (merenda familiar no espaço da serra que envolve o santuário e arraial) e 17 de Agosto (sardinhada na serra), época em que se juntam na freguesia os naturais provenientes de várias partes de Portugal e do mundo.
O recinto em volta da capela tem castanheiros centenários que proporcionam uma sombra agradável nos meses de Verão. nexos à capela existem ainda uma fonte de 1925, duas fontes barrocas, uma das quais já desactivada, e um cruzeiro.

### Espaço Miguel Torga
Da autoria do arquitecto Souto Moura, tem como objectivo constituir um centro literário de referência, articulado em permanência com outros congéneres do país e do estrangeiro, servindo ainda como um centro de interpretação e divulgação da obra torguiana, com biblioteca, livraria, auditório e sala de exposições além de também estimular o turismo cultural. Abriu em 2012.

### Casa de Miguel Torga
A antiga casa de Miguel Torga deverá abrir até ao verão de 2015 como um espaço museológico e de memória do escritor e médico. Em Outubro de 2016 soube-se que é candidata a monumento de interesse público, por proposta da Direção-Geral do Património Cultural.

## Figuras Ilustres
- Miguel Torga
- Jaime Barros
- Jaime Neves

## Geminações
- Vila Nova (Miranda do Corvo), terra onde viveu 4 anos Miguel Torga